# Dioscorea modesta
Dioscorea modesta är en enhjärtbladig växtart som beskrevs av Rodolfo Amando Philippi. Dioscorea modesta ingår i släktet Dioscorea och familjen Dioscoreaceae. Inga underarter finns listade i Catalogue of Life.